# Staelia filifolia
Staelia filifolia är en måreväxtart som beskrevs av Henry Hurd Rusby. Staelia filifolia ingår i släktet Staelia och familjen måreväxter. Inga underarter finns listade i Catalogue of Life.